# كارين كلارك (لاعبة كرة الشبكة)
كارين كلارك (بالإنجليزية: Karen Clarke)‏ هي لاعبة كرة الشبكة أسترالية، ولدت في 1 فبراير 1972.